# Sant Romieg
Sant Romieg (en francès Saint-Rémy-de-Provence) és un municipi francès situat al departament de les Boques del Roine i a la regió de Provença – Alps – Costa Blava. L'any 2007 tenia 10 251 habitants.
Entre altres elements, el lloc és conegut per les restes romanes de Glanum i el monestir de Saint Paul de Mausole.

## Demografia
| Evolució de la població Ehess i INSEE |       |       |       |       |       |       |       |       |
| 1793                                  | 1800  | 1806  | 1821  | 1831  | 1836  | 1841  | 1846  | 1851  |
| 5 055                                 | 5 055 | 5 737 | 5 181 | 5 464 | 5 007 | 5 930 | 6 077 | 6 124 |

| 1856  | 1861  | 1866  | 1872  | 1876  | 1881  | 1886  | 1891  | 1896  |
| ----- | ----- | ----- | ----- | ----- | ----- | ----- | ----- | ----- |
| 6 340 | 6 348 | 6 315 | 6 030 | 5 999 | 5 815 | 5 815 | 5 636 | 5 976 |

| 1901  | 1906  | 1911  | 1921  | 1926  | 1931  | 1936  | 1946  | 1954  |
| ----- | ----- | ----- | ----- | ----- | ----- | ----- | ----- | ----- |
| 6 009 | 6 148 | 6 174 | 5 938 | 6 369 | 6 598 | 6 723 | 6 877 | 6 893 |

| 1962  | 1968  | 1975  | 1982  | 1990  | 1999  | 2006 | 2011 | 2016 |
| ----- | ----- | ----- | ----- | ----- | ----- | ---- | ---- | ---- |
| 7 582 | 8 044 | 7 923 | 8 402 | 9 340 | 9 806 | -    | -    | -    |

| 2019 | - | - | - | - | - | - | - | - |
| ---- | - | - | - | - | - | - | - | - |
| -    | - | - | - | - | - | - | - | - |

## Administració
| Període   | Identitat       | Partit        |
| --------- | --------------- | ------------- |
| 1995-2001 | Hervé Cherubini | PS            |
| 2001-2005 | Lucien Palix    | Divers droite |
| 2005-     | Hervé Cherubini | PS            |

## Patrimoni cultural
- Monestir de Saint Paul de Mausole

## Personalitats
- Sant-Rémy-de-Provence va ser el lloc de naixement, al segle xvi, de Nostradamus, l'autor de Propheties.
- Maria Gasquet, novel·lista  provençal i reina de la Felibrige, va néixer a Saint-Rémy-de-Provence.
- El  pintor Vincent van Gogh va ser tractat aquí, al centre psiquiàtric del Monestir de Saint Paul de Mausole (1889 -1890).
- Pierre Daboval (1918-), artista, va viure durant molts anys a Saint-Rémy-de-Provence.
- Princesa Carolina de Mònaco i els seus fills van viure a Sant-Rémy durant diversos anys després de la mort del seu segon marit, Stefano Casiraghi.
- El 1952 s'elevà sobre les seves muntanyes Charles Atger i va establir aquí el rècord del món de durada d'un planador. Va romandre en l'aire durant 56 hores i 15 minuts. A causa de la preocupació per l'esgotament pilot, aquesta categoria de registre ha estat abandonada.

## Agermanaments
- Pfarrkirchen
- Bientina

## Personatges il·lustres
- Nostradamus, profeta.
- Josèp Romanilha, poeta occità.
- Màrius Girard, poeta occità.
- Maria Gasquet, novel·lista.